# Шолије
Шолије (фр. Chaulieu) насеље је и општина у северној Француској у региону Доња Нормандија, у департману Манш која припада префектури Авранш.
По подацима из 2011. године у општини је живело 290 становника, а густина насељености је износила 27,26 становника/km². Општина се простире на површини од 10,64 km². Налази се на средњој надморској висини од 368 метара (максималној 366 m, а минималној 243 m).

## Демографија
| 1962. | 1968. | 1975. | 1982. | 1990. | 1999. | 2011. |
| ----- | ----- | ----- | ----- | ----- | ----- | ----- |
| 407   | 394   | 357   | 280   | 278   | 271   | 290   |

График промене броја становника у току последњих година